# Andrey Gustavo dos Santos
Andrey Gustavo dos Santos (23 september 1974) is een voormalig Braziliaans voetballer.

## Carrière
Andrey speelde tussen 1993 en 1995 voor Sanfrecce Hiroshima.

## Statistieken
| Japan   | Japan               | Japan       | League | League | Emperor's Cup | Emperor's Cup | J-League Cup | J-League Cup | Totaal | Totaal |
| Seizoen | Club                | League      | Wed.   | Goals  | Wed.          | Goals         | Wed.         | Goals        | Wed.   | Goals  |
| ------- | ------------------- | ----------- | ------ | ------ | ------------- | ------------- | ------------ | ------------ | ------ | ------ |
| 1993    | Sanfrecce Hiroshima | J. League 1 | 0      | 0      | 0             | 0             | 0            | 0            | 0      | 0      |
| 1994    | Sanfrecce Hiroshima | J. League 1 | 2      | 0      | 0             | 0             | 0            | 0            | 2      | 0      |
| 1995    | Sanfrecce Hiroshima | J. League 1 | 0      | 0      | 0             | 0             | -            | -            | 0      | 0      |
| Totaal  | Totaal              | Totaal      | 2      | 0      | 0             | 0             | 0            | 0            | 2      | 0      |